# Inga Thompson
Inga Thompson (Salt Lake City, 27 de gener de 1964) va ser una ciclista estatunidenca campiona de tres medalles als Campionat del món en ruta. També es proclamà Campiona nacional en ruta en tres ocasions i tres en contrarellotge. Va participar en els Jocs Olímpics en tres edicions.

## Palmarès
- 1984
  - Vencedora d'una etapa al Coors Classic
- 1985
  - Vencedora de 2 etapes al Coors Classic
- 1986
  - Vencedora de 2 etapes al Tour de França
  - Vencedora de 4 etapes al Coors Classic
- 1987
  -  Campiona dels Estats Units en contrarellotge
  - 1a a la Women's Challenge i vencedora de 3 etapes
  - 1a al Bisbee Tour i vencedora de 2 etapes
  - Vencedora d'una etapa al Tour of Texas
  - Vencedora d'una etapa al Coors Classic
- 1988
  -  Campiona dels Estats Units en ruta
  - 1a al Bisbee Tour i vencedora de 3 etapes
  - 1a al Coors Classic i vencedora de 3 etapes
  - Vencedora d'una etapa al Postgiro
  - Vencedora d'una etapa al Tour de la Drôme
- 1989
  - 1a al Bisbee Tour i vencedora de 3 etapes
  - Vencedora d'una etapa al Tour of Texas
- 1990
  -  Campiona dels Estats Units en contrarellotge
  - 1a a la Women's Challenge i vencedora de 5 etapes
  - Vencedora d'una etapa al Tour of Texas
- 1991
  -  Campiona dels Estats Units en ruta
  -  Campiona dels Estats Units en contrarellotge
  - Vencedora d'una etapa al Tour de l'Aude
- 1992
  - 1a al Bisbee Tour i vencedora de 2 etapes
  - Vencedora de 3 etapes a la Women's Challenge
  - Vencedora d'una etapa al Tour de l'Aude
- 1993
  -  Campiona dels Estats Units en ruta